# Левино (Палехский район)
Ле́вино — деревня в составе Сакулинского сельского поселения Палехского района Ивановской области. 

## География
Деревня находится на юго-востоке Палехского района, в 15 км к востоку от Палеха, (33 км по автодорогам). К югу от деревни (в 1,3 км) находится Левинское озеро.

## Население
| 1859 | 1905 | 2010 |
| ---- | ---- | ---- |
| 108  | ↘82  | ↘5   |